# Toti Martínez de Lezea
Esperanza Martínez de Lezea García (1949 - Vitòria, País Basc), més coneguda com a Toti Martínez de Lezea és una escriptora i traductora basca que escriu en castellà i en basc. També és traductora d'anglès, francès i alemany, guionista de televisió i actriu (fundadora del grup de teatre Kukubiltxo).

## Biografia
Toti Martínez estudià batxillerat a Vitòria i es desplaçà a Guipúscoa per aprendre-hi basc. Estudià també francès durant quatre anys a França, i després anglès tres anys a Anglaterra.
Treballa com a traductora i actriu, fundant, juntament amb el seu marit i altres joves de Larrabetzu el grup de teatre Kukubiltxo, en el qual participà durant cinc anys.
Entre el 1983 i el 1984 col·laborà amb el Departament d'Ensenyament del Govern Basc realitzant més de 40 vídeos educatius i escrivint dos llibres sobre llegendes basques i activitats teatrals impartint cursos al personal docent d'aquest departament.
El 1985 començà a col·laborar amb la televisió pública basca, Euskal Telebista, amb una sèrie de 13 capítols dirigida al públic infantil.
Entre el 1986 i el 1992 escrigué i dirigí per a ETB 1.200 programes infantils i juvenils en basc. El 1992 tornà a la seva activitat de traductora i intèrpret i començà una nova etapa d'activitat literària.

## Obra

### Novel·les
- La calle de la judería (castellà, basc) (1998). Ttarttalo
- Las torres de Sancho (castellà, basc) (1999). Ttarttalo
- La Herbolera (castellà, basc, alemany) (2000). Ttarttalo
- Señor de la guerra (castellà) (2000). Ttarttalo
- Los hijos de Ogaiz (castellà, basc, francès) (2001). Ttarttalo
- La abadesa: María, la excelenta (castellà, basc, alemany) (2002). Maeva Ediciones
- La voz de Lug (castellà) (2002). Maeva Ediciones
- La comunera. María Pacheco, una mujer rebelde (castellà, alemany, portuguès) (2003). Maeva Ediciones
- La cadena rota (castellà, basc, francés) (2004). Erein
- A la sombra del templo (2005). Maeva Ediciones
- El verdugo de Dios (castellà, alemany) (2006). Maeva Ediciones
- La Brecha (castellà) (2006). Ttarttalo
- El jardín de la Oca (castellà, alemany) (2007). Maeva Ediciones
- La Flor de la Argoma (2008) (castellà, basc). Erein
- Muerte en el priorato (castellà) (2008) Alfaguara Juvenil.
- Perlas para un collar. Judías, moras y cristianas en la España Medieval (amb Ángeles d'Irisarri) (castellà) (2009). Suma de las letras
- La Universal (castellà) (2010). Maeva Ediciones
- Veneno para la Corona (castellà, basc) (2011). Erein
- Mareas (castellà, basc) (2012). Ttarttalo
- Itahisa (castellà, basc) (2013). Erein
- ENDA (castellà, basc, rus) (2014). Erein
- Y todos callaron (castellà, basc) (2015). Erein

### Altres
- Leyendas de Euskal Herria (basc, castellà). Erein
- Brujas (basc, castellà) Erein
- Placeres Reales, Reyes, Reinas, Sexo y Cocina (castellà). Maeva Ediciones
- Los Grafitis de Mamá (castellà). Maeva Ediciones